# Ratsherrn Brauerei
Vous pouvez aider à l'améliorer ou bien discuter des problèmes sur sa page de discussion.
- Il ne cite pas suffisamment ses sources. Vous pouvez indiquer les passages à sourcer avec {{référence nécessaire}} ou {{Référence souhaitée}}, et inclure les références utiles en les liant aux notes de bas de page. (Marqué depuis mai 2021)
- Il contient une ou plusieurs listes. Le texte gagnerait à être rédigé sous la forme d’un ou plusieurs paragraphes synthétiques, afin d’être plus agréable à lire. (Marqué depuis mai 2021)

- Archive Wikiwix
- Bing
- Cairn
- DuckDuckGo
- E. Universalis
- Gallica
- Google
- G. Books
- G. News
- G. Scholar
- Persée
- Qwant
- (zh) Baidu
- (ru) Yandex
- (wd) trouver des œuvres sur Wikidata

La Ratsherrn Brauerei est une brasserie à Hambourg, dans le Land de Hambourg. Elle existe sous sa forme actuelle dans le quartier de Sternschanze depuis 2012. La première brasserie construite en 1869 de Schanzenhöfe est rénovée et maintenant classée.

## Histoire
La marque Ratsherrn est créée à l'origine par l'Elbschloss-Brauerei en 1952. La marque passe à la Bavaria-St. Pauli-Brauerei, à la Holsten-Brauerei et en 2005 au groupe d'entreprises Nordmann dans le cadre de plusieurs acquisitions.
À partir de 2010, la Ratsherrn Pils est brassé à nouveau, temporairement à Flensbourg et Stralsund, puis à Hambourg. Environ 33 spécialités de bière sont produites en 2016. En plus des pils, il y a d'autres bières à fermentation basse telles que la bière rousse, la lager et la Zwickelbier ainsi que des bières de fermentation haute, comme la Belgian White Ale "Moby Wit" ou la Oat White IPA "Sailor's Swallow". De plus, des bières saisonnières sont produites à plusieurs reprises dans la "Micro"-brasserie, qui ouvre ses portes en 2014, avec ses trois réservoirs à un brassage de 50 hl pour le brassage de bières spéciales.
La production augmente chaque année. La barre des 50 000 hl est dépassée pour la première fois en 2017.
En 2019, la première bière biologique certifiée "Organic Ale" est ajoutée à la gamme.